# Gachnang
Gachnang é uma comuna da Suíça, no Cantão Turgóvia, com cerca de 3.233 habitantes. Estende-se por uma área de 9,68 km², de densidade populacional de 334 hab/km². Confina com as seguintes comunas: Bertschikon (ZH), Ellikon an der Thur (ZH), Frauenfeld.
A língua oficial nesta comuna é o Alemão.